# Gwiazda Piołun (film)
Gwiazda Piołun – polski wojenny dramat obyczajowy z 1988 roku w reżyserii Henryka Kluby.
Autorem scenariusza był Władysław Terlecki, a sam scenariusz to adaptacja jego własnej powieści z 1968 roku pod tym samym tytułem. Zarówno książka, jak i film nawiązują do ostatnich tygodni życia Stanisława Ignacego Witkiewicza i jego ostatniej miłości Czesławy Oknińskiej.
Zdjęcia do produkcji kręcone były w Paradyżu (dziedziniec kościoła Przemienienia Pańskiego),Starym Sączu, Sieradzu, Klęku, Sulejowie (w tamtejszym Opactwie Cystersów) oraz Jaśliskach.

## Fabuła
Trwa kampania wrześniowa 1939 roku. Mężczyzna oraz młodsza od niego kobieta uciekają wraz z innymi uchodźcami z Warszawy na wschód. Mężczyzna czuje się coraz gorzej, co niepokoi jego towarzyszkę. Oboje trafiają do miasteczka,  którym niedawno schwytano szpiega. Tam mężczyzna budzi podejrzenia miejscowych policjantów, na szczęście aptekarz zaświadcza, że to uciekinier. Od aptekarza mężczyzna dostaje ampułki z dawką trucizny dla jednej osoby. Farmaceuta nakłania uciekiniera, aby nie nakłaniał towarzyszącej mu kobiety do samobójstwa. Mężczyzna chce jednak ukraść z apteki dodatkowe porcje trucizny, co mu się udaje.
Podczas dalszej ucieczki przeżywają nalot, podczas którego mężczyzna zostaje ranny w nogę. Nie chce iść dalej, kobieta jednak nakłania go, aby zabrali się samochodem z poznanym wcześniej pułkownikiem. Oboje trafiają do ukraińskiej wsi, gdzie zostają zaatakowani przez miejscową ludność, mszczącą się za pogrom sprzed kilku lat. Od śmierci ratuje ich przypadkowe pojawienie się polskich wojskowych. Ze wsi docierają do klasztoru, zamienionego w szpital. Wkrótce jednak przychodzi rozkaz ewakuacji szpitala. Mężczyzna i kobieta wymykają się na pobliską skarpę. Tam on daje jej kapsułkę z trucizną, sam zaś sięga po brzytwę.

## Obsada
- Tadeusz Huk – mężczyzna
- Katarzyna Bargiełowska – kobieta
- Zofia Rysiówna – dziedziczka
- Zygmunt Bielawski – pułkownik
- Krzysztof Kołbasiuk – syn dziedziczki
- Zdzisław Kozień – pop
- Ignacy Machowski – rejent
- Włodzimierz Musiał – major
- Leon Niemczyk – aptekarz
- Cezary Nowak – lekarz
- Piotr Pawłowski – generał
- Grażyna Adamowicz
- Otylia Boss
- Ewa Frąckiewicz – kobieta ze świecą
- Joanna Jankowska
- Małgorzata Paruzel
- Marian Dziędziel – policjant
- Janusz Dziubiński
- Marian Harasimowicz
- Jan Hencz
- Eugeniusz Korczarowski
- Tomasz Kubiatowicz
- Jerzy Moniak
- Ryszard Mróz – badacz pisma świętego na drodze
- Jarosław Pilarski
- Leszek Piskorz – mężczyzna rozmawiający z bohaterem w lokalu
- Piotr Zawadzki
- Henryk Kluba – urzędnik starosty
- Przemysław Tejkowski – chłopak z bandy
- Stefan Wójcicki – mężczyzna w drezynie